# Kulturbahnhof Jena
Koordinaten: 50° 56′ 13″ N, 11° 35′ 33″ O

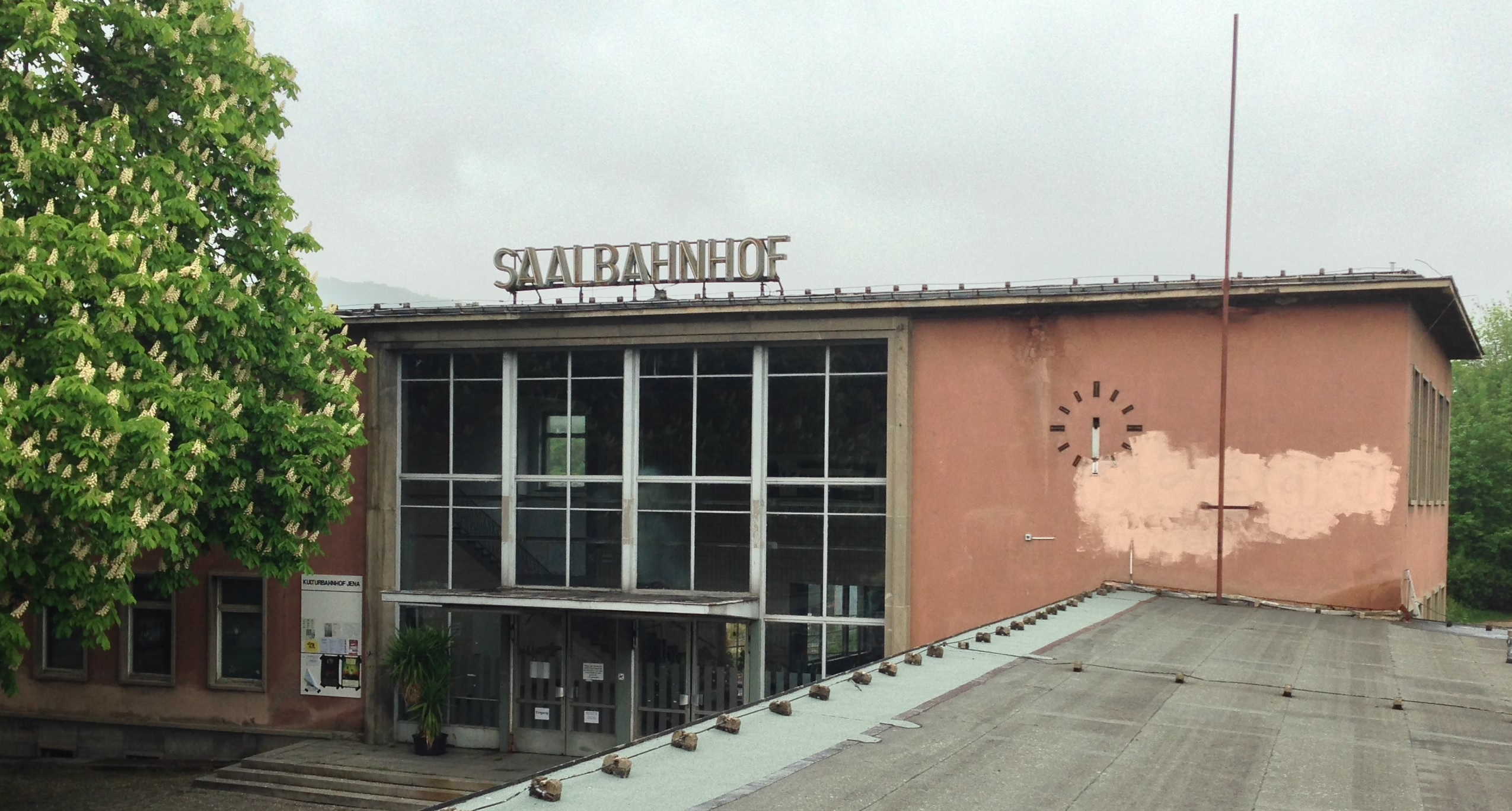
Kulturbahnhof Jena, die Spuren aus seiner Zeit als Empfangsgebäude sind bis heute sichtbar

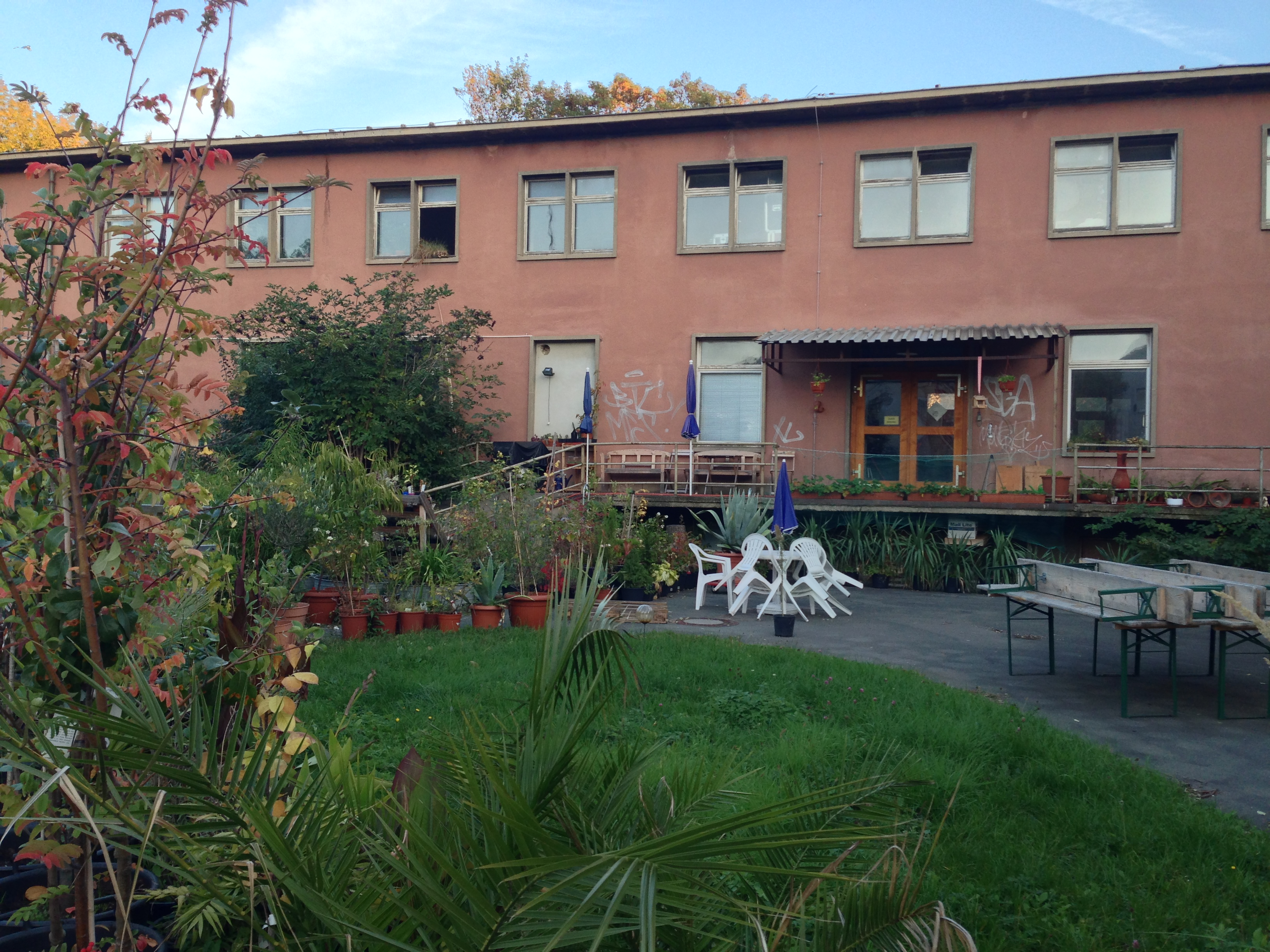
Innenhof vom Kulturbahnhof Jena, Begegnungs- und Veranstaltungsstätte

Der Kulturbahnhof Jena ist ein Kultur- und Veranstaltungszentrum im ehemaligen Empfangsgebäude des Saalbahnhofs in der thüringischen Stadt Jena. Das Hauptgebäude und Teile der dortigen Innengestaltung stehen unter Denkmalschutz. Zur geschützten Innengestaltung gehört auch die im Original erhaltene Wandgestaltung von Kurt Hanf, einen für Jena und die Region bedeutenden Künstler.

## Lage

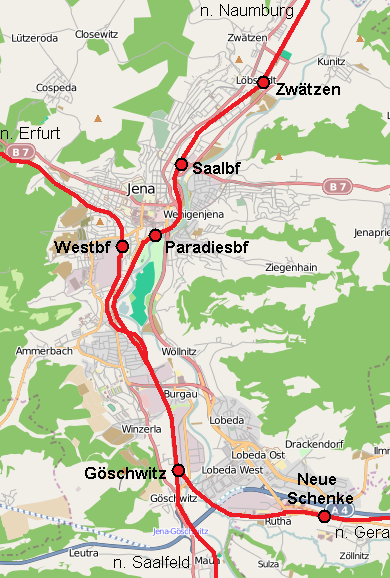
Jenaer Bahnhöfe, Lage Kulturbahnhof Jena ist analog Saalbf

Der Kulturbahnhof Jena befindet sich im Spitzweidenweg unweit des Stadtzentrums von Jena, des Hauptgebäudes der Friedrich-Schiller-Universität Jena und der Thüringer Universitäts- und Landesbibliothek. Von der Lage gehört er zum Stadtteil Jena-Nord.

## Entstehungsgeschichte und Konzept
Im Jahr 1999 mietete der Verein „JenKultig“ das damalige Empfangsgebäude des Jenaer Saalbahnhofs von der DB Station & Service an. Seit dem Jahr 2000 wird dieses für nachhaltige Kulturarbeit unter dem Namen Kulturbahnhof Jena genutzt.
Nachdem das Empfangsgebäude seit 2007 endgültig für den Bahnbetrieb nicht mehr benötigt wurde, ging es 2008 einschließlich seiner Nebenanlagen in privates Eigentum über. Der neue Eigentümer Tilo Hermes, ein Lehrer an einem Thüringer Gymnasium und international wirkender Musiker, setzt seitdem als freier Träger das Konzept von einem Kulturbahnhof fort und sorgt für die Erhaltung des Objektes.

Mit dem heutigen Kulturbahnhof Jena wurde das Konzept einer Einrichtung für gemeinnützige Tätigkeiten, freie Kulturarbeit und eines soziokulturelles Zentrums erfolgreich umgesetzt.

## Bauwerke- und Kulturgüter

### Denkmalschutz
Das Empfangsgebäude des Saalbahnhofs, einschließlich seiner bauzeitlichen wandfesten Ausstattung, der Innengestaltung der Schalterhalle und der Gaststätte sowie des Wandbilds in der von der Halle ausgehenden Unterführung wurden aus geschichtlichen und künstlerischen Gründen als Kulturdenkmale vom Thüringischen Landesamt für Denkmalpflege und Archäologie in das Denkmalbuch eingetragen. Nach dem Thüringer Denkmalschutzgesetz gelten sie als Quellen und Zeugnisse, die menschliche Geschichte für die Nachwelt erlebbar und erfahrbar machen. Sie sind unter besonderen staatlichen Schutz gestellt.
Das Objekt wird in der Denkmalkarte Jena mit Nr. 184 unter den Bau- und Gartendenkmalen geführt.

### Empfangsgebäude

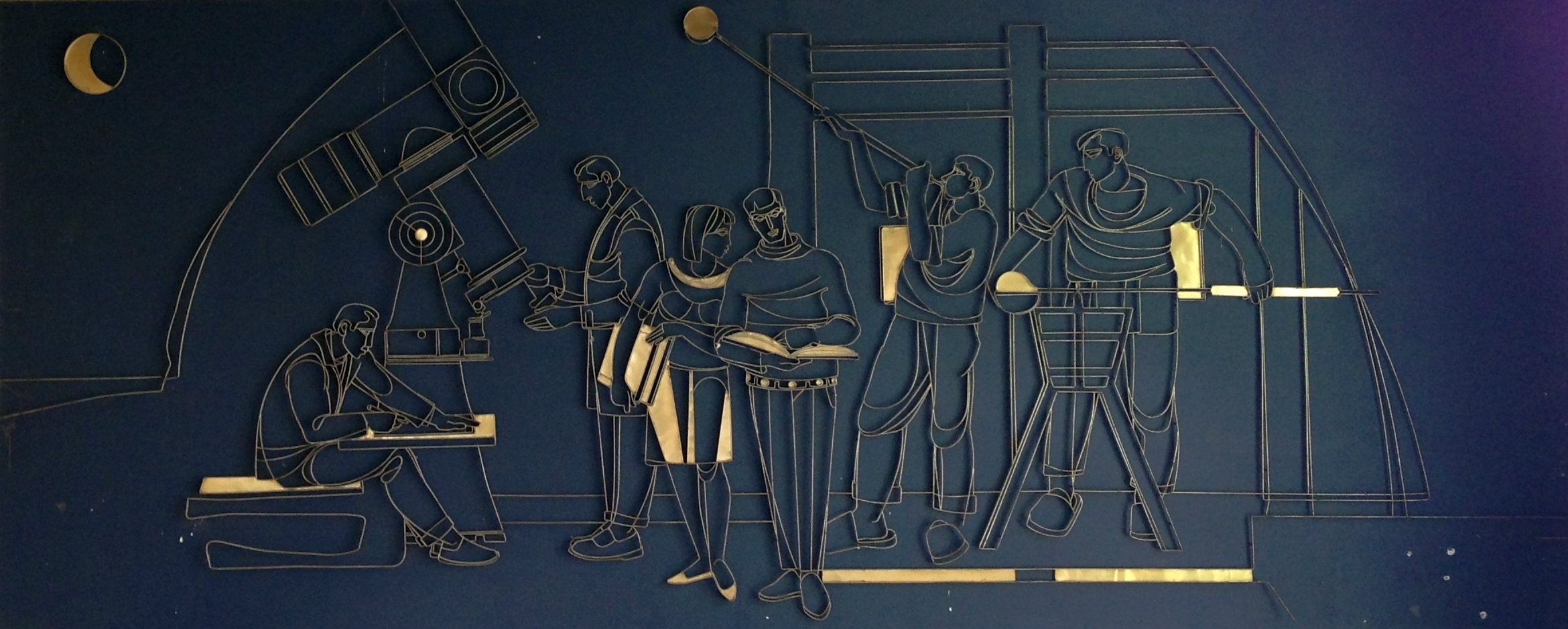
Wandbild in Schalterhalle, Kulturdenkmal im Kulturbahnhof Jena

Das Gebäude wurde nach einer Bauhaus-Konzeption vom Entwurfsbüro Dresden der Deutschen Reichsbahn projektiert. Die Eröffnung als Empfangsgebäude war am 24. April 1965.

### Schalterhalle

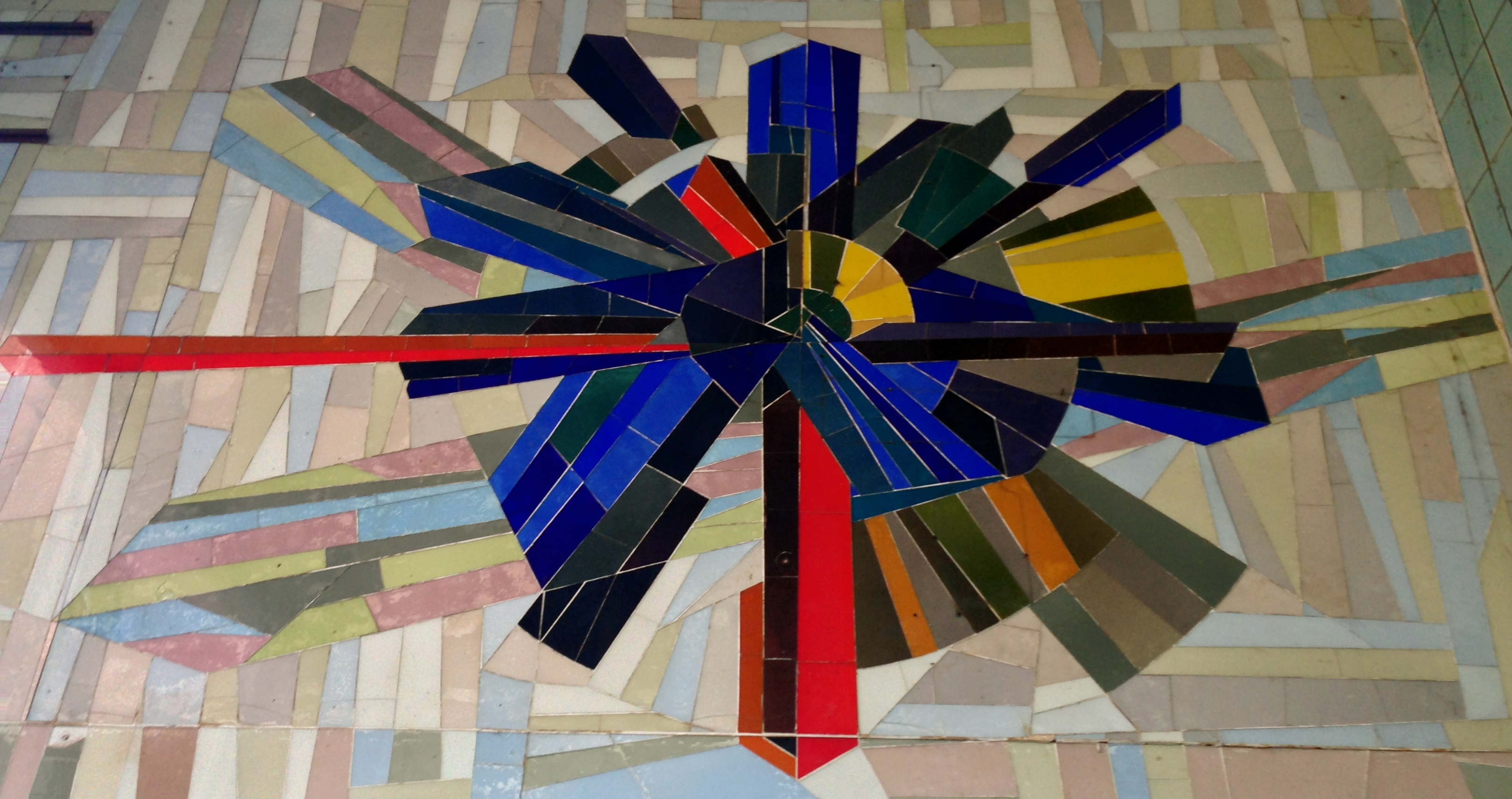
Wandbild vor der Unterführung, Kulturdenkmal im Kulturbahnhof Jena

In der Schalterhalle (Empfangshalle), welche bis heute im Urzustand verblieb, hat Kurt Hanf seine Spuren hinterlassen. Sein riesiges Wandbild aus Alu-Bändern zeigt Figuren, welche vormals Bahnreisende in die Kernbereiche der Stadt (Universität, Zeiss und Schott) einführten.

Die Halle verfügt zudem über eine außerordentliche Akustik, welche der einer Kirche ähnelt. Die akustische als auch optische Wirkung der Halle wurde u. a. durch eine „audio-visuelle scientific art performance“ anschaulich verdeutlicht.

### Unterführung
Im Zugangsbereich zur ehemaligen Bahnsteigunterführung ist ein weiteres kunstvolles Wandbild aus Mosaiksteinen vorhanden, welches die molekulare Struktur von Penicillin darstellt.

### Gaststätte

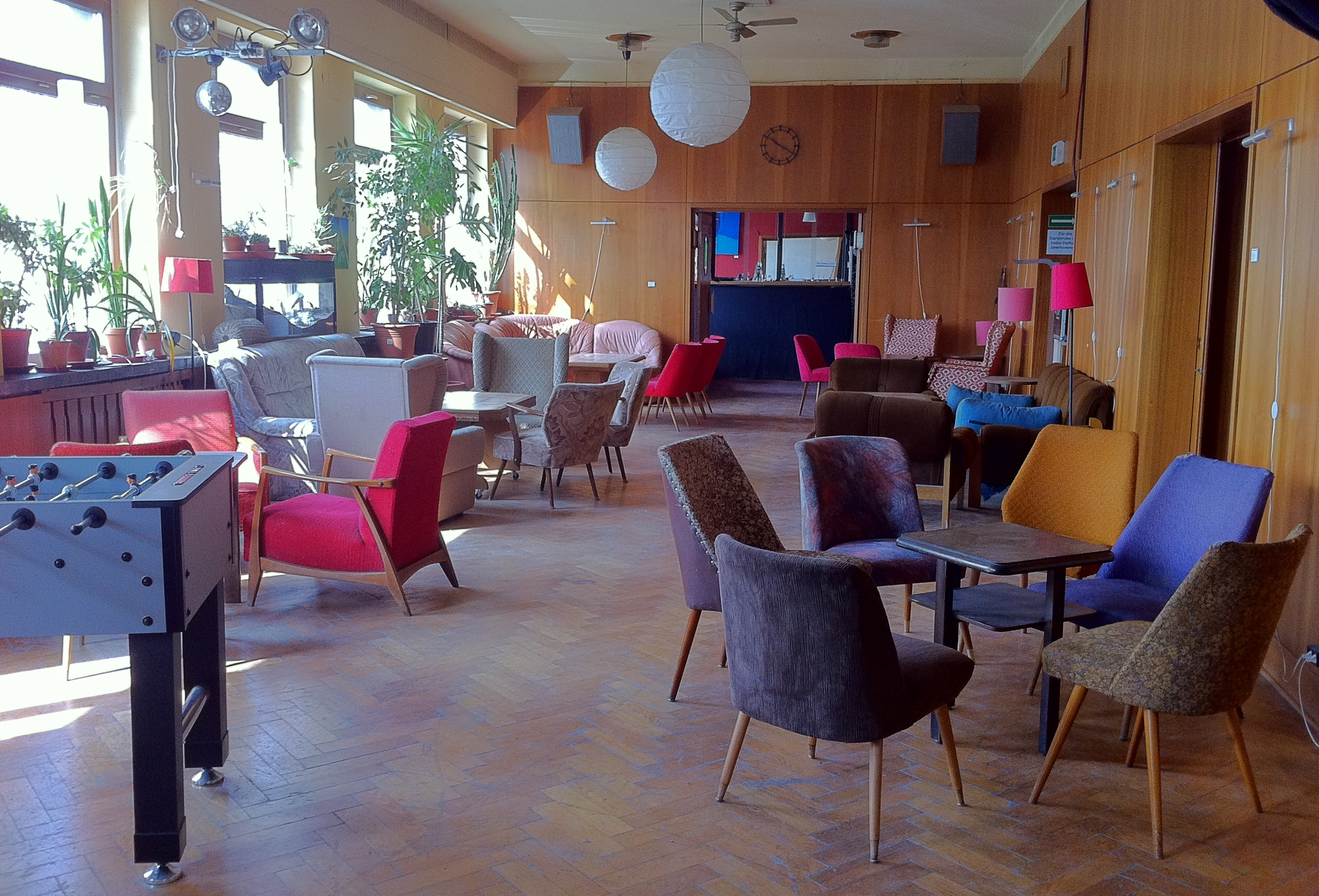
Obergeschoss im Kulturbahnhof mit denkmalgeschützter Innengestaltung

Im Obergeschoss befand sich vormals ein Restaurant, welches im Zusammenhang mit dem Intershop (Handel) als Delikat-Gaststätte betrieben wurde. Die dortigen Innengestaltung der Wände mit Holzverkleidung blieb erhalten. Heute befindet sich das Jazzcafe in dieser Räumlichkeit.

### Untergeschoss
Im Untergeschoss des Kulturbahnhofes blieb die ehemalige Bunkeranlage der Transportpolizei erhalten. Sie ist über 100 m² groß und wurde 2011 zu einer Galerie umgestaltet.

## Besondere Ereignisse

### Fernsehen
Vom 27. bis 31. Oktober 2006 wurden im und um den Kulturbahnhof Dreharbeiten für den Kinderfilm KRIMI.DE durchgeführt. In der Serie 7 von KRIMI.DE Ermittlerteam Jena – Bitte recht freundlich wurde der Kulturbahnhof für die Aufnahmen zur Polizeistation Jena. Der Film wurde erstmals am 2. Oktober 2007 im KiKA ausgestrahlt.

### Internet
2008 fand hier die größte Thüringer Bloglesung aller Zeiten statt.

## Nutzung

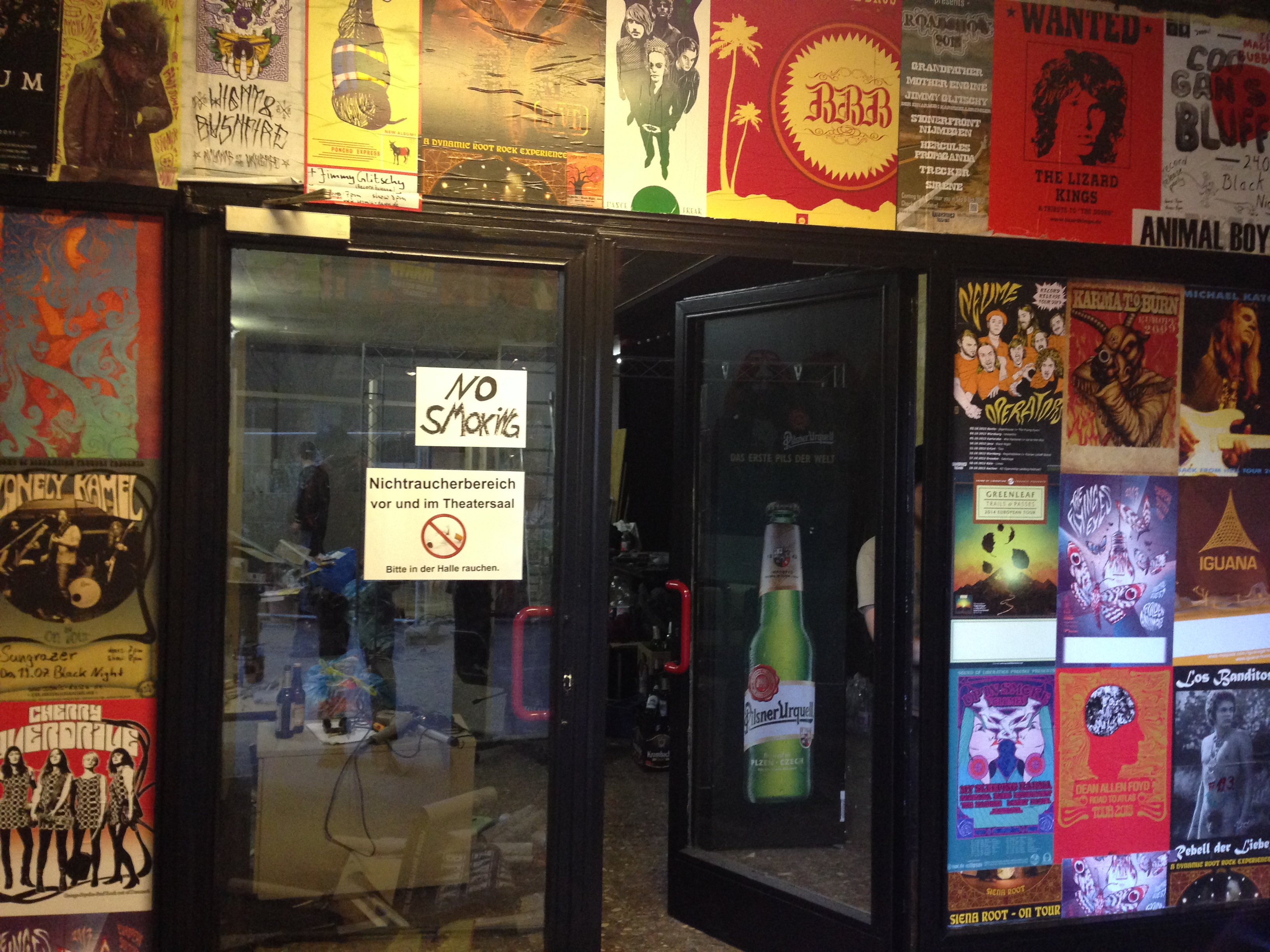
Beispiel für kreatives Potential im Kulturbahnhof Jena (Cosmic Dawn)

### Kunst- und Kulturarbeit
Der Kulturbahnhof wirken unter anderem Maler, Aktmaler, Grafiker, Bildhauer, Karikaturisten und Kunsthandwerker. Die Kulturschaffenden betreiben hier kleine Büros, künstlerische Ateliers, ein Tonstudio und mehrere Bandprobenräume.

### Theater & Konzerte
Der Theatersaal (vormals Mitropa-Gaststätte) wird für Konzerte multinationaler Musikgruppen, Kabarettaufführungen und Theateraufführungen oder diesbezügliche Proben verwendet. Mit Beginn 2014 hat Cosmic Dawn den Theatersaal ausgebaut und bespielen diesen seitdem zusammen mit dem Studentenverein Med-Club Jena e.V., welcher dort einen Treffpunkt für Studierende aller Art schafft.

### Bildung & Begegnungsstätte

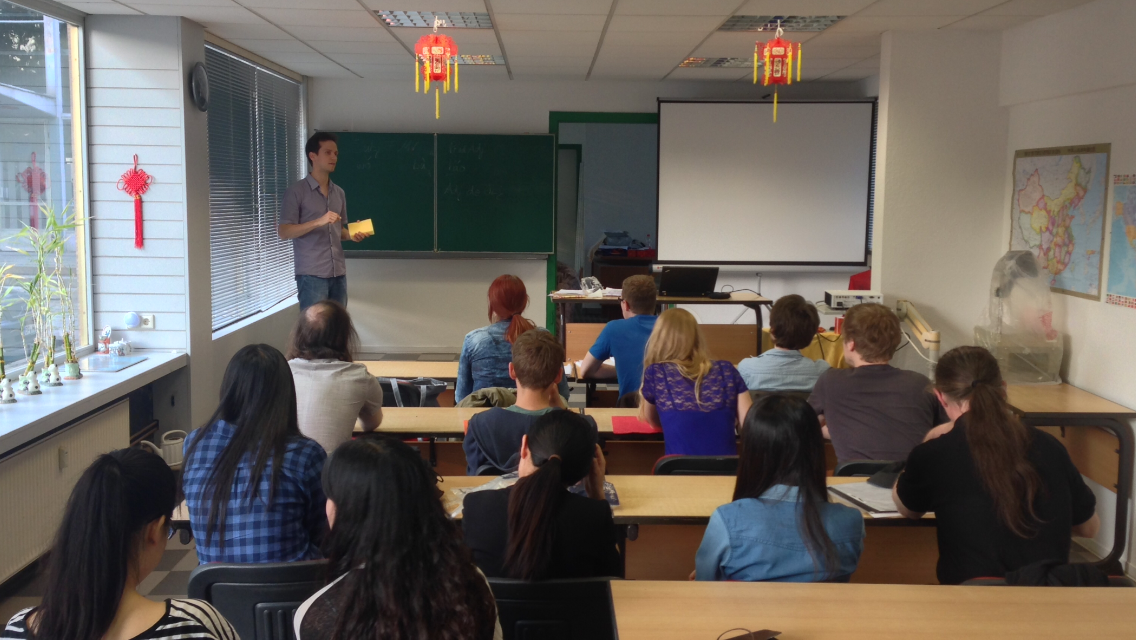
Kultur- und Sprachenwerkstatt im Kulturbahnhof Jena (interkult e.V.)

Der Kulturbahnhof mit Jazzcafe, Hof und Garten wird zudem für Bildung, studentische Aktivitäten und als multikulturelle Begegnungsstätte genutzt. Beispiele dafür sind das Chinesische Sprachtutorium für das Sprachenzentrums der Friedrich-Schiller-Universität Jena oder Abschlussarbeiten der Bauhaus-Universität Weimar.

### Stammtische, Feiern, Veranstaltungen
Zu den regelmäßigen Aktivitäten gehören auch internationale Stammtische, Feierlichkeiten, soziale Veranstaltungen, Buchlesungen und Literaturabende.

### Vereinstätigkeit
Im Kulturbahnhof haben Vereine wie JenArt e.V., JenKultig e.V. und interkult e.V. ihren Sitz oder führen Veranstaltungen durch. Der Verein der chinesischen Studierenden und Wissenschaftler/innen Jena e.V. nutzt die multikulturelle Örtlichkeit für Sprechzeiten.

### Ausstellungen und besondere Events
Mit der Galerie im ehemaligen Bunker macht der Kulturbahnhof Kunst der Allgemeinheit zugänglich. Kunstschaffen und Kulturbegegnungen werden hier eindrucksvoll durch Ausstellungen oder z. B. durch besondere Inszenierungen verdeutlicht.

### Wohnen
Das Obergeschoss des alten Gebäudes der Transportpolizei wurde zu einer WG für Künstler und Studenten umgebaut.

## Kontroversen & Kritiken
Der Kulturbahnhof fehlt im Stadtteilentwicklungskonzept Jena-Nord (Stand 2011) als Kultureinrichtung. Es werden die Umnutzung des Empfangsgebäudes oder Strategien und Maßnahmen bis 2017 zu dessen Aufwertung genannt, obwohl schon seit dem Jahr 2000 ein Kulturbahnhof betrieben wird.
Mit dem Verlust der Bedeutung des Saalbahnhofes, dem Verkauf und durch fehlende Pläne entstanden verschiedene Probleme, welche zu Kritik und Beschwerden führten. Beim seinerzeitigen Verkauf durch die Deutsche Bahn gab es bereits Kontroversen. Das Gebäude wurde vom Vorbesitzer überdies baulich wenig gepflegt und stellte sich in weiten Teilen in einem verwahrlosten Zustand dar. Bei Bahnsteig und Zuwegung ist nach wie vor die Deutsche Bahn AG, bei den Außenflächen hingegen die Stadt zuständig.
Zeitungsberichte vermitteln den Eindruck, der Saalbahnhof hätte weiterhin ein ungewisses Schicksal und dass man nunmehr eine Perspektive für den Saalbahnhof brauche. Viele Jenaer sehen das Gebäude des alten Saalbahnhofs als einen unsanierten, unansehnlichen Betonklotz an. Vom kreativen Potential im Inneren des heutigen Kulturbahnhofes wissen die Wenigsten. Seit 2000 hat sich hier ein buntes Sammelsurium von Künstlern und Kulturschaffenden, die sich Ateliers, Probe- und Arbeitsräume eingerichtet haben, etabliert.
Der Zustand des denkmalgeschützten privaten Gebäudes und fehlende Förderung werden als Missstand angesehen.
Das Konzept für das Stadtumbaugebiet Jena-Nord basiert auf einer Bestandsaufnahme mit dem Empfangsgebäude vom Saalbahnhof als noch immer existierenden Teil der Bahnanlage. Obwohl das Empfangsgebäude des Saalbahnhofes 2008 verkauft wurde und damit de facto keine Bahnanlage mehr ist, ist gleichwohl der Stand des Entwidmungsverfahrens hier unbekannt: De jure ist es bis zu dessen Abschluss sehr wohl eine solche.